# Пат Хингъл
Мартин Патерсън „Пат“ Хингъл (на английски: Martin Patterson "Pat" Hingle) (19 юли 1924 г. – 3 януари 2009 г.) е американски актьор, известен с ролята си на Комисар Гордън във филма „Батман“ от 1989 г. и неговите три продължениея. 

## Биография

### Личен живот
На 3 юни 1947 г. се жени за Алис Фей Дорси и от нея има три деца – Джоди, Били и Моли. По-късно двойката се развежда и Хингъл се жени за Джули Райт, от която има още две деца.

### Смърт
Хингъл умира в дома си в Каролина Бийч от миелодисплазия на 3 януари 2009 г. Останките му са разпиляни в Атлантическия океан.

## Избрана филмография
| Година | Филм                 | Оригинално заглавие        | Роля                  | Режисьор      |
| ------ | -------------------- | -------------------------- | --------------------- | ------------- |
| 1954   | На кея               | On the Waterfront          | барман                | Елия Казан    |
| 1964   | Покана за наемник    | Invitation to a Gunfighter | Сам Брустър           | Ричард Уилсън |
| 1966   | Невада Смит          | Nevada Smith               | Голямата стъпка       | Хенри Хатауей |
| 1968   | Закачете ги високо   | Hang 'Em High              | Съдия Адам Фентън     | Тед Пост      |
| 1985   | Милионите на Брустър | Brewster's Millions        | Едуард Раундфийлд     | Уолтър Хил    |
| 1989   | Батман               | Batman                     | комисар Джеймс Гордън | Тим Бъртън    |
| 1990   | Измамниците          | The Grifters               | Бобо Джъстъс          | Стивън Фриърс |
| 1992   | Батман се завръща    | Batman Returns             | комисар Джеймс Гордън | Тим Бъртън    |
| 1995   | Бърз или мъртъв      | The Quick and the Dead     | собственик на бар     | Сам Райми     |
| 1995   | Батман завинаги      | Batman Forever             | комисар Джеймс Гордън | Джоел Шумахер |
| 1997   | Батман и Робин       | Batman & Robin             | комисар Джеймс Гордън | Джоел Шумахер |